# قاعدة سلاح الجو الملكي البريطاني مصيرة
كانت قاعدة القوات الجوية الملكية مصيرة (RAF Masirah أو Royal Air Force Masirah) مطارًا يقع على الطرف الشمالي لجزيرة مصيرة بسلطنة عُمان. بُنيت القاعدة في عام 1943 لتكون نقطة انطلاق للرحلات الجوية بين عدن والهند، وكانت وظيفتها الأكثر أهمية هي توفير نقطة للتزود بالوقود. كما استُخدمت القاعدة أيضًا لدوريات مكافحة الغواصات خلال الحرب العالمية الثانية، وكانت آخر قاعدة تابعة لسلاح الجو الملكي البريطاني مأهولة بشكل دائم في منطقة الخليج منذ الحرب العالمية الثانية، وأُغلقت في مارس 1977.

## التاريخ
زارت القوات الجوية الملكية البريطانية جزيرة مصيرة لأول مرة في أوائل ثلاثينيات القرن العشرين للتأكد من إمكانية إنشاء نقطة انطلاق هناك. اختير الموقع ليكون محطة وقود بعيدة على الطريق بين عدن والعراق؛ حيث كان العراق المقر الرئيسي لسلاح الجو الملكي البريطاني في الشرق الأوسط في تلك المرحلة. كانت هناك حاجة إلى نقطة للتزود بالوقود لأن عدن كانت تبعد مسافة كبيرة عن العراق. وكانت جزيرة مصيرة على بُعد 1,200 ميل (1,900 كـم) عن عدن، لذا كانت موقعًا جيدًا للتزود بالوقود قبل المرحلة التالية في أي اتجاه. خلال عام 1942، استخدمت طائرات كاتالينا من السرب 209 مخزن الطائرات المائية للتزود بالوقود، مما منحها نطاقًا أكبر عبر منطقة الخليج أثناء دورية مكافحة الغواصات. كان موقع مرسى الطائرات المائية في أم الرصيص، وهي قرية صغيرة تقع على الجانب الغربي من الجزيرة بالقرب من مصيرة. حددت عدة طائرات زائرة مدارج مؤقتة على الجزيرة، ولكن في أوائل عام 1942، بُني مدرج جديد بطول 1,000 يارد (910 م) زكان سطجه من الجبس المسحوق. وقد كان هذا المدرج في اتجاه تقريبي من الشمال إلى الجنوب وأُطلق عليه اسم 19/01.
في يوليو 1942، وصلت مجموعة مكونة من اثني عشر جنديًا من القوات الجوية الملكية البريطانية من وحدة التدريب العملياتي رقم 73 (عدن)، لتشكيل مفرزة دائمة. وكان يقودهم رقيب، ولديهم بندقية لي إنفيلد واحدة فقط يستخدمونها في حالة وقوع هجوم للعدو. كانت حصصهم الغذائية في الأيام الأولى ضئيلة، وجرى استكمالها بالإمدادات التي جلبوها عبر البحر بواسطة السفن الشراعية. ولم يكن لديهم خضراوات، لكنهم كانوا يعيشون جزئيًا على بيض السلاحف.
لم يكن الوصول إلى الجزيرة ممكناً لمدة ستة أشهر في السنة إلا عن طريق الجو بسبب الرياح الموسمية، لذا بُذلت جهود لتزويد الموقع بالسفن ستة أشهر في السنة. ولم يكن هناك ميناء، لذا كانت السفن ترسو قبالة الشاطئ وتفرغ حمولتها من هناك، مما يجعلها عرضة لأعمال العدو. ولتسريع عملية التفريغ، وأيضًا لأن فريق الهندسة كان يفتقر إلى المواد المناسبة لإنشاء الطريق، وُضِع قسم من مسار ديكوفيل Decauville من نقطة التحميل على الشاطئ إلى قاعدة سلاح الجو الملكي البريطاني. وقد جرى استبداله في النهاية بخط سكة حديد ضيق، أو أطلق عليه اسم خط سكة حديد ولاية راس حِلف. نفذ السرب رقم 5153 (المراقبة والتقييم) العمل في القاعدة، والذي خُصص إلى عدن. ووصلوا إلى مصيرة في عام 1942 لبناء مطار، حيث استخدموا في البداية علب البنزين والزيت المهملة المملوءة بالرمل لبناء جدران المبنى. أدى هذا إلى تسمية الجزيرة بجزيرة تن كان Tin-Can أو جزيرة بترول تن Petrol Tin. عملت مفرزة من Consolidate Catalinas من السرب رقم 321 من عام 1942 حتى ديسمبر 1944 من موقع ساحلي بالقرب من قاعدة سلاح الجو الملكي البريطاني في مصيرة. كان مقر 321 في قاعدة القوات الجوية الملكية في خليج الصين.
في البداية، كانت تُعرف باسم نقطة الانطلاق رقم 33، ولكن مُنحت وضع القاعدة الكاملة في عام 1943. ثم نُقل السرب رقم 244 من قاعدة الشارقة الجوية إلى مصيرة لمواصلة دوريات مكافحة الغواصات (ASW - الحرب المضادة للغواصات) والسماح بإعادة تطوير قاعدة الشارقة كمركز انطلاق. عندما أصبحت مفرزة مصيرة موقعًا رسميًا للسرب، أصبح قائد السرب 244 هو القائد الفعلي للقاعدة وصار هناك غرفة للعمليات (خيمة في الواقع) للقاعدة. بُني مدرج ثانٍ في عام 1943، بطول 1,720 يارد (1,570 م) وقد سُمي 25/07 وكان اتجاهه تقريبًا شرقًا/غربًا.
خلال الحرب العالمية الثانية، كانت مصيرة أيضًا موقعًا لقسم الإنقاذ الجوي والبحري. استمر هذا بعد النصر على اليابان حيث أصبحت الجزيرة نقطة انطلاق لرحلات إعادة أسرى الحرب إلى أوطانهم. كان على بعض أفراد سلاح الجو الملكي البريطاني العابرين قضاء بعض الوقت في مصيرة، ومع ذلك، كان المناخ أكثر برودة من عدن، وقيل إن القاعدة الصغيرة عززت "روح المجتمع". كانت القاعدة موقعًا لعدة مفارز من أسراب السلسلة 200 في دور الاستطلاع والحرب المضادة للغواصات، ولا سيما أسراب 212 و259 و265. وفي الفترة من يونيو 1945 حتى أبريل 1946، تمركزت مفرزة من طائرات وارويك من السرب رقم 294 في مصيرة.

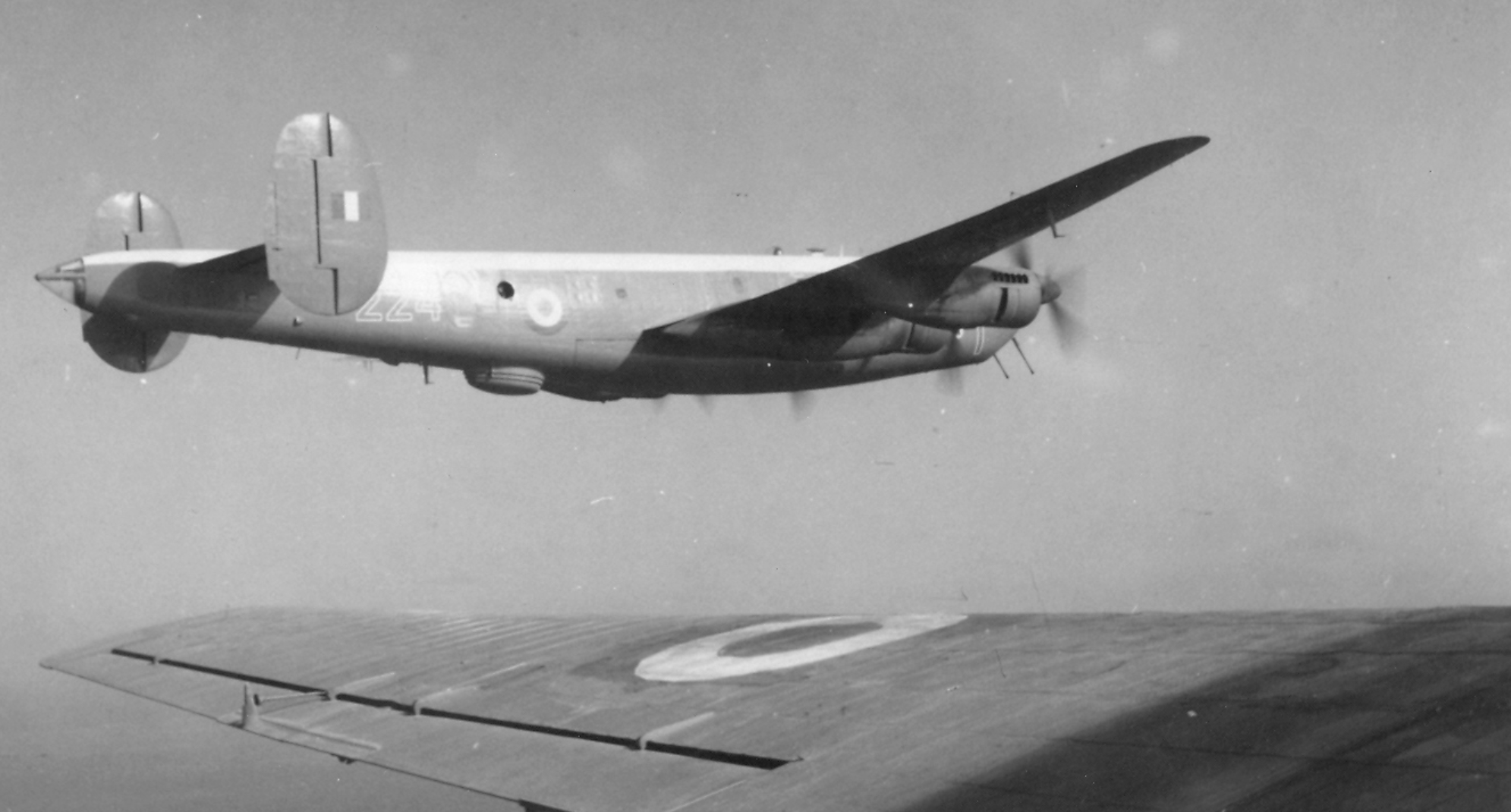
طائرة شاكلتون تُحلق في تشكيل بالقرب من مصيرة

خلال الخمسينيات من القرن العشرين، شاركت القوات الجوية الملكية البريطانية في حرب الجبل الأخضر ضد المؤيدين لغالب الهنائي في المناطق الداخلية من عُمان. وقد انطلقت طائرات شاكلتون من قاعدة القوات الجوية الملكية في مصيرة لإسقاط 1,000 رطل (450 كـغ) من القنابل على أنظمة إمدادات المياه والري في الداخل.
في عام 1958، جرى التوصل إلى اتفاق مع سلطان عُمان لإنشاء سلاح الجو السلطاني العماني، وكانت قاعدة مصيرة الجوية أحد المواقع المستخدمة للمساعدة في تدريب سلاح الجو الجديد. جرى توسيع للمدرج في مصيرة إلى 9,000 قدم (2,700 م) في عام 1962، وأُعيد بناء القاعدة بأكملها وتحسينها بتكلفة 3 مليون جنيه إسترليني. وقد مكنها هذا من استقبال طائرات من قوة القاذفات V وأنواع أخرى متمركزة في قاعدة أكروتيري الجوية الملكية. قامت طائرات كانبيرا B15 وB16 من السرب 6 و32 و73 و249 بزيارة القاعدة في مفارز. وعندما أعلن وزير الخارجية آنذاك (جورج براون) الانسحاب من عدن في أواخر الستينيات، أعلن عن تمركز قوة القاذفات V في مصيرة لمدة ستة أشهر اعتبارًا من 1 يناير 1968. وعند الانسحاب كان السرب رقم 8 قد أمضى عدة أسابيع في مصيرة قبل أن ينتقل إلى موقعه الجديد في المحرق.
كان موقع مصيرة على جزيرة في البحر قبالة سواحل عُمان مفيدًا لسلاح الجو الملكي البريطاني لأنها تُمثل كانت نقطة انطلاق في الستينيات والسبعينيات. وصلت مجموعة من طائرات فيكتور المزودة بالوقود وطائرات لايتنينج إلى مصيرة في أوائل يونيو 1967. وقد أدى هذا إلى اعتقاد أن سلاح الجو الملكي ساعد إسرائيل في قصف مصر خلال حرب 1967، بينما أُعلن أنه كان هناك تخطيط للتدريبات مسبقًا وكانت جميع الطائرات في طريقها إلى سنغافورة. خلال الحرب الهندية الباكستانية عام 1971، استُخدمت مصيرة مرة أخرى لتكون نقطة انطلاق عندما قامت طائرات هيركوليز التابعة لسلاح الجو الملكي البريطاني بإجلاء 280 شخصًا من قصف كراتشي في أوائل ديسمبر 1971. كان معظم الأشخاص الذين جرى إجلاؤهم بريطانيين، ونُقلوا إلى طائرة VC-10 في مصيرة لمواصلة الرحلات إلى قبرص والمملكة المتحدة. وفي عام 1971 أيضًا أُرسلت مفرزة من طائرات هوكر هنتر من السرب الثامن إلى مصيرة من قاعدة سلاح الجو الملكي بالمحرق.
أُعلن عن إغلاق القاعدة في يوليو 1976، وأخلت القوات الجوية الملكية الموقع رسميًا في مارس 1977. كانت هذه آخر محطات سلاح الجو الملكي البريطاني الدائمة في منطقة الخليج خلال فترة الحرب العالمية الثانية. وبعد الإعلان عن الإغلاق، ظل سلاح الجو الملكي البريطاني يستخدم الموقع. في نوفمبر 1986، طارت ست طائرات تورنادو من وحدة التحويل التشغيلي رقم 229 4,200 ميل (6,800 كـم) بدون توقف من قاعدة كونينغسبي الجوية الملكية إلى مصيرة للمشاركة في "تدريب السيف السريع"، حيث جرى تزويد الطائرة بالوقود سبع مرات بواسطة طائرات صهريجية من طراز تريستار في رحلة استغرقت عشر ساعات.

## الوحدات القائمة
| وحدة          | تاريخ                   | ملحوظات | مرجع   |
| ------------- | ----------------------- | --- | ------ |
| السرب رقم 46  | سبتمبر 1971 – مارس 1977 | استُخدمت طائرتين من طراز أندوفر في رحلة منفصلة من السرب 46 (السرب 84 سابقًا)، للقيام برحلات منتظمة إلى مسقط، وقاعدة سلاح الجو الملكي البريطاني في صلالة، ودبي. وكانوا معروفين باسم "خطوط يمكيم الجوية". | [ 39 ] |
| السرب رقم 244 | مارس 1944 – مايو 1945   | انطلقت طائرات السرب 244 من مصيرة في دوريات فوق الشرق الأوسط باستخدام طائرات ويلنجتون. | [ 40 ] |

## الشارة والشعار
مُنح شعار للقاعدة في عام 1962، وكان على صورة سلحفاة ذات رأس ضخم باللون الأزرق (اللازوردي حسب المصطلحات الشعارية). كانت السلاحف ضخمة الرأس معروفة جيدًا في الجزيرة، حيث كانت في وقت ما مصدرًا للغذاء لأولئك المتمركزين هناك في الأيام الأولى للقاعدة. ومع ذلك، نظرًا لأن السلاحف كانت من آكلات اللحوم والنباتات، فقد وُصف لحمها بأنه "غير صالح للأكل". وكان الشعار باللغة العربية: "الاعتماد على النفس". لم يجري تسليم الشارة رسميًا حتى يناير 1963، عندما وصل وزير الدولة للطيران آنذاك، هيو فريزر، إلى مصيرة لتقديم الشارة.

## ملحوظات
1. ↑  Fairbairn